# Japans Grand Prix 2006
Japans Grand Prix 2006 var det sjuttonde av 18 lopp ingående i formel 1-VM 2006.

## Rapport
Inför säsongens näst sista lopp hade Michael Schumacher i Ferrari och Fernando Alonso i Renault lika antal poäng och det var här som förarna skulle positionera sig inför det avslutande loppet i Brasilien 2006.
I första startledet stod Felipe Massa och Michael Schumacher i de två Ferraribilarna, i det andra stod Ralf Schumacher och Jarno Trulli i de två Toyotabilarna och i det tredje stod Fernando Alonso och Giancarlo Fisichella i sina Renaultbilar.
Massa, som hade pole position, tog ledningen i loppet men släppte under tredje varvet förbi tvåan och stallkamraten Michael Schumacher så att denne skulle kunna bygga upp en ledning samtidigt som Massa täckte upp eventuella attacker bakifrån. Alonso körde om Trulli direkt efter starten i Kurva 2 och jagade sedan i kapp Ralf Schumacher, som han och passerade. Alonso var därmed uppe på tredje plats. Under trettonde varvet gick Massa in i depå varvid Alonso då låg tvåa ca fem sekunder bakom Michael Schumacher.
Efter att både Fernando Alonso och Michael Schumacher gjort sina sista depåstopp var det fortfarande ungefär samma avstånd mellan de båda titelaspiranterna. När 17 varv återstod havererade Michael Schumachers motor, vilket gjorde att han var tvungen att bryta loppet. Alonso, som knappt trodde det var sant, övertog då första platsen och kunde sedan ganska enkelt vinna loppet och ta ledningen i VM-tabellen. Då ett lopp återstod och med 10 poäng tillgodo säkrade Alonso här med stor sannolikhet VM-titeln 2006.

## Resultat
1. Fernando Alonso, Renault, 10 poäng
2. Felipe Massa, Ferrari, 8
3. Giancarlo Fisichella, Renault, 6
4. Jenson Button, Honda, 5
5. Kimi Räikkönen, McLaren-Mercedes, 4
6. Jarno Trulli, Toyota, 3
7. Ralf Schumacher, Toyota, 2
8. Nick Heidfeld, Sauber-BMW, 1
9. Robert Kubica, Sauber-BMW
10. Nico Rosberg, Williams-Cosworth
11. Pedro de la Rosa, McLaren-Mercedes
12. Rubens Barrichello, Honda
13. Robert Doornbos, Red Bull-Ferrari
14. Vitantonio Liuzzi, Toro Rosso-Cosworth
15. Takuma Sato, Super Aguri-Honda
16. Tiago Monteiro, MF1-Toyota
17. Sakon Yamamoto, Super Aguri-Honda
18. Scott Speed, Toro Rosso-Cosworth (varv 48, styrservo)

### Förare som bröt loppet
- Mark Webber, Williams-Cosworth (varv 39, olycka)
- Michael Schumacher, Ferrari (36, motor)
- David Coulthard, Red Bull-Ferrari (35, växellåda)
- Christijan Albers, MF1-Toyota (20, mekaniskt)